# John Rone
John Howard Rone (Memphis, 14 de febrero de 1949-Ibidem.,  4 de febrero de 2019) fue un actor de teatro y director estadounidense, fue un miembro de la comunidad teatral de Memphis.

## Infancia y juventud
Rone nació en el suburbio de Memphis en Germantown, Tennessee. Allí asistió a la escuela secundaria Byars-Hall. Rone luego obtuvo su licenciatura en teatro de Rhodes College y luego su maestría en teatro de la Universidad de Memphis. 

## Carrera
Rone desempeñó múltiples roles en la comunidad teatral de Memphis, pero fue más conocido por su labor de dirección. Debutó como director de teatro comunitario en 1983 con una producción de Portrait in Black. Rone trabajó con varias comparsas y organizaciones a lo largo de su carrera, incluyendo Theatre Memphis, Playhouse on the Square y Germantown Community Theatre. Rone fue nominado para varios Premios Ostrander por su trabajo en varias representaciones teatrales comunitarias, incluyendo Sense and Sensibility, Measure for Measure, y I Am a Camera. Rone recibió el Premio Eugart Yerian por el Servicio de por vida al Teatro Memphis en los 31 Premios Ostrander en 2014.
Además de su trabajo teatral, Rone volvió a trabajar en su alma mater Rhodes College, donde se desempeñó como director de eventos universitarios y del Centro Meeman para el aprendizaje a lo largo de la vida.

### Créditos en el escenario
- She Stoops to Conquer como Sir Charles Marlow[6]

#### Teatro Memphis
- Heredar el Viento[3]
- Medida por medida[3]
- Hamlet[3]
- Un Perfecto Ganesh, director[7]
- A Christmas Carol (2017), director[8]
- 12 Angry Jurors (2017), director[9]
- Sense and Sensibility (2017), director[4]

#### Playhouse en la Plaza
- Una vida maravillosa como Clarence, el ángel[3]
- La ratonera como Sr. Paravicini[3]

#### Teatro comunitario Germantown
- El último caso de Sherlock[3]
- Soy una cámara[5]
- El extranjero[3]
- La mujer de negro[3]
- La importancia de ser honesto , director[10]

#### Compañía de Teatro New Moon
- Lettice y Lovage (2016), director[11]